# La familia Falcón (película)
La familia Falcón es una película en blanco y negro de Argentina dirigida por Román Viñoly Barreto según el guion de Hugo Moser, basado en el programa de televisión homónimo que se estrenó el 2 de mayo de 1963 y tuvo como protagonistas a  Pedro Quartucci, Elina Colomer, Roberto Escalada y a Silvia Merlino. El apellido de los integrantes de la familia se origina en el nombre (acentuado en la primera sílaba) del modelo de automóvil cuya fábrica auspiciaba el programa de televisión, Ford Motor Company.

## Sinopsis
Sobre los problemas y alegrías de una familia argentina de clase media.

## Reparto
Participaron del filme los siguientes intérpretes:
- Pedro Quartucci
- Elina Colomer
- Roberto Escalada
- Silvia Merlino
- Alberto Fernández de Rosa
- José Luis Mazza
- Ubaldo Martínez
- Santiago Gómez Cou
- Enzo Viena
- Guillermo Bredeston
- Osvaldo Terranova
- Pablo Moret

## Comentarios
La Prensa dijo:

”La televisión ha dado algunos buenos frutos  en materia cinematográfica…de ahí que nos parezca un error haber llevado esta serie de televisión al cinematógrafo pues si bien tiene el encanto de su simpleza no alcanza a conseguir el interés dramático que el espectador menos exigente tiene derecho a aspirar por el precio de una localidad…Por otro lado el director no se ha preocupado por el ritmo.”

King afirmó sobre el filme:

”Escasez de sentido en cuanto a cine se refiere.”